# 高鷲スノーパーク
高鷲スノーパーク（たかすスノーパーク）は、岐阜県郡上市高鷲町の大日ヶ岳東山腹にあるスキー場である。
当スキー場内に本社を置く中部スノーアライアンスが運営し、高鷲町内のダイナランド・ひるがの高原スキー場とともに運営している。

## 概要
コースは全12コースあり、イタリア製の15人乗りゴンドラ（後述）と2本あるハーフパイプが特徴。山頂部分でダイナランドと隣接しており、連絡口が設けられている。
1999年にオープン。なお、本場の開場以降日本国内のスキー場の新規開業は、2003年開業のいぶきの里スキー場（岡山県新見市）、2017年開業の峰山高原リゾート ホワイトピーク（兵庫県神崎郡神河町）の2場のみとなっている。
当スキー場には、冬季オリンピックに対応した規格のハーフパイプコースが完備されている。2014年ソチオリンピックスノーボード男子ハーフパイプ銅メダルの平岡卓はかつてここを拠点としていたほか、2022年北京オリンピックスノーボード女子ビッグエア銅メダルの村瀬心椛は小さいころに家族と訪れていた。
2012年にはマックアース（兵庫県養父市）傘下のスキー場となった。現在はマックアースが営業協力する形で中部スノーアライアンスが施設運営をしている。

## コース
- ダイヤモンドコース
- パノラマコース
- エキサイティングコース
- チャンピオンコース
- チャレンジコース
- バンブーコース
- ゴールドコース
- スーパーコース
- エキスパートコース
- テクニカルコース

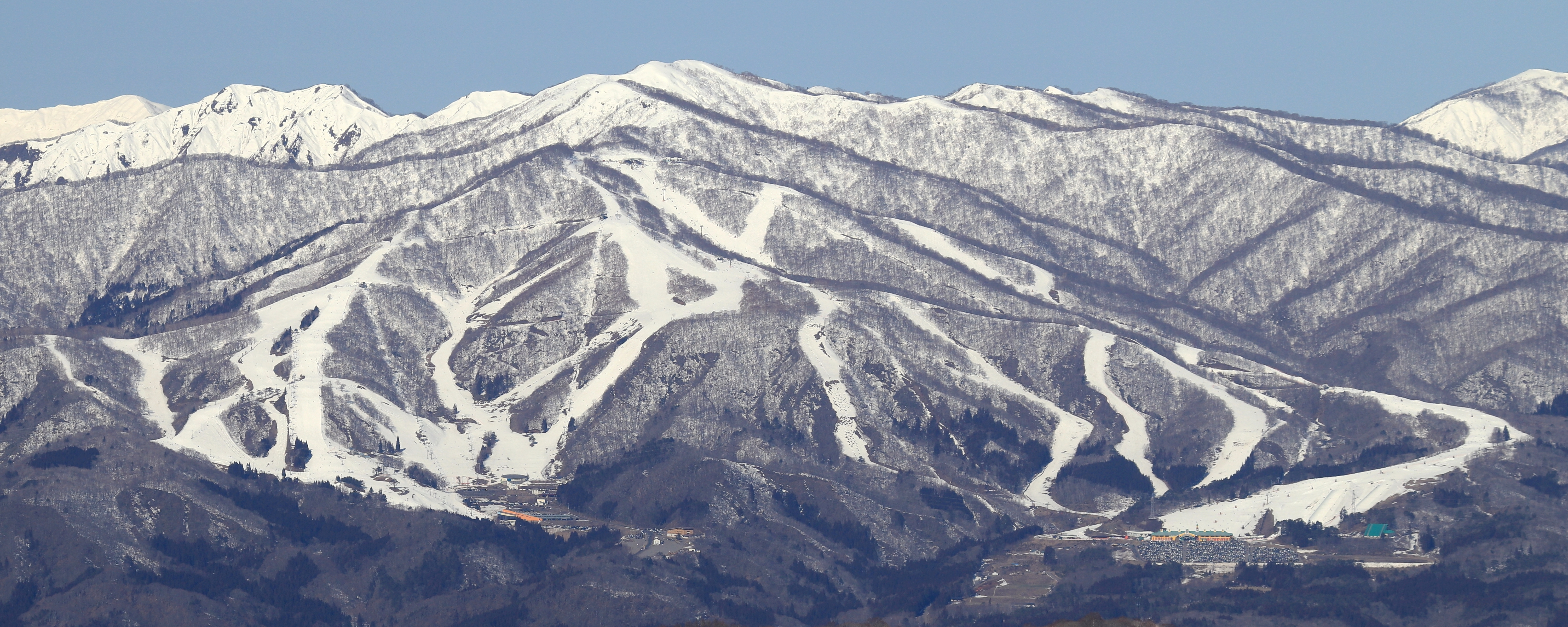
大日ヶ岳の東山腹にある隣接するダイナランド（左）と高鷲スノーパーク（右）

## リフト
- ゴンドラ1基
  - 全長（傾斜長）2538メートル[3][4]、定員15人のゴンドラで（イタリア・FIBERCAR製）[3]、「SPゴンドラ」の名称が付けられている[3]。ゴンドラ57両のうち、3両が『ウルトラマン』とのコラボレーションによる「プレミアムウルトラゴンドラ」の仕様となっていた（2022年時点では終了している）[3][12]。
- 高速4人乗りクワッドリフト3基
  - パノラマクワッド
  - ダイヤモンドクワッド
  - チャンピオンクワッド

## 施設
- 駐車場：3,500台　（有料。）
- センターハウス
- 山頂カフェ「TAKASU TERRACE」[6]
- キッズゲレンデ

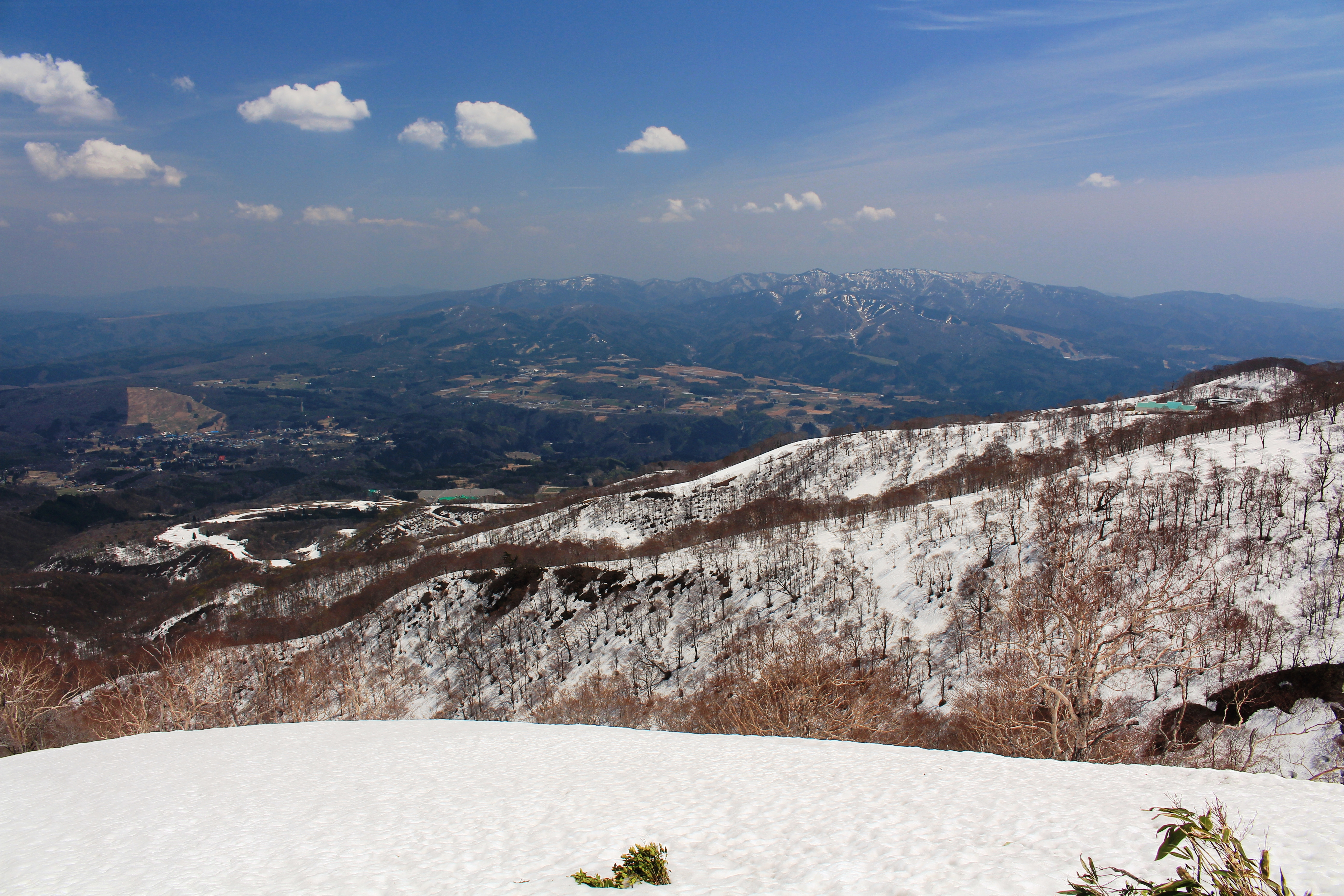
スキー場の全景
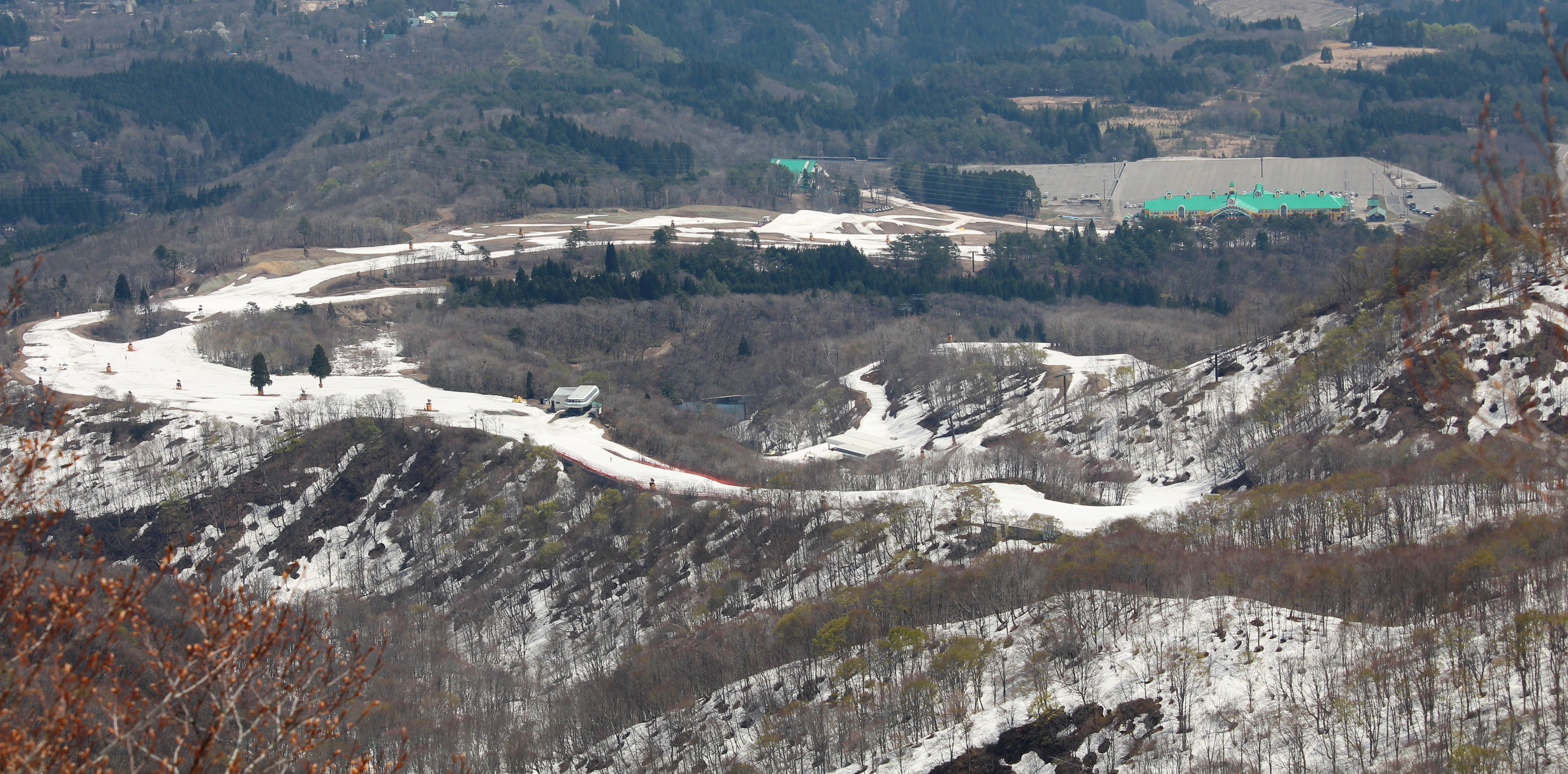
下部のセンターハウスと駐車場
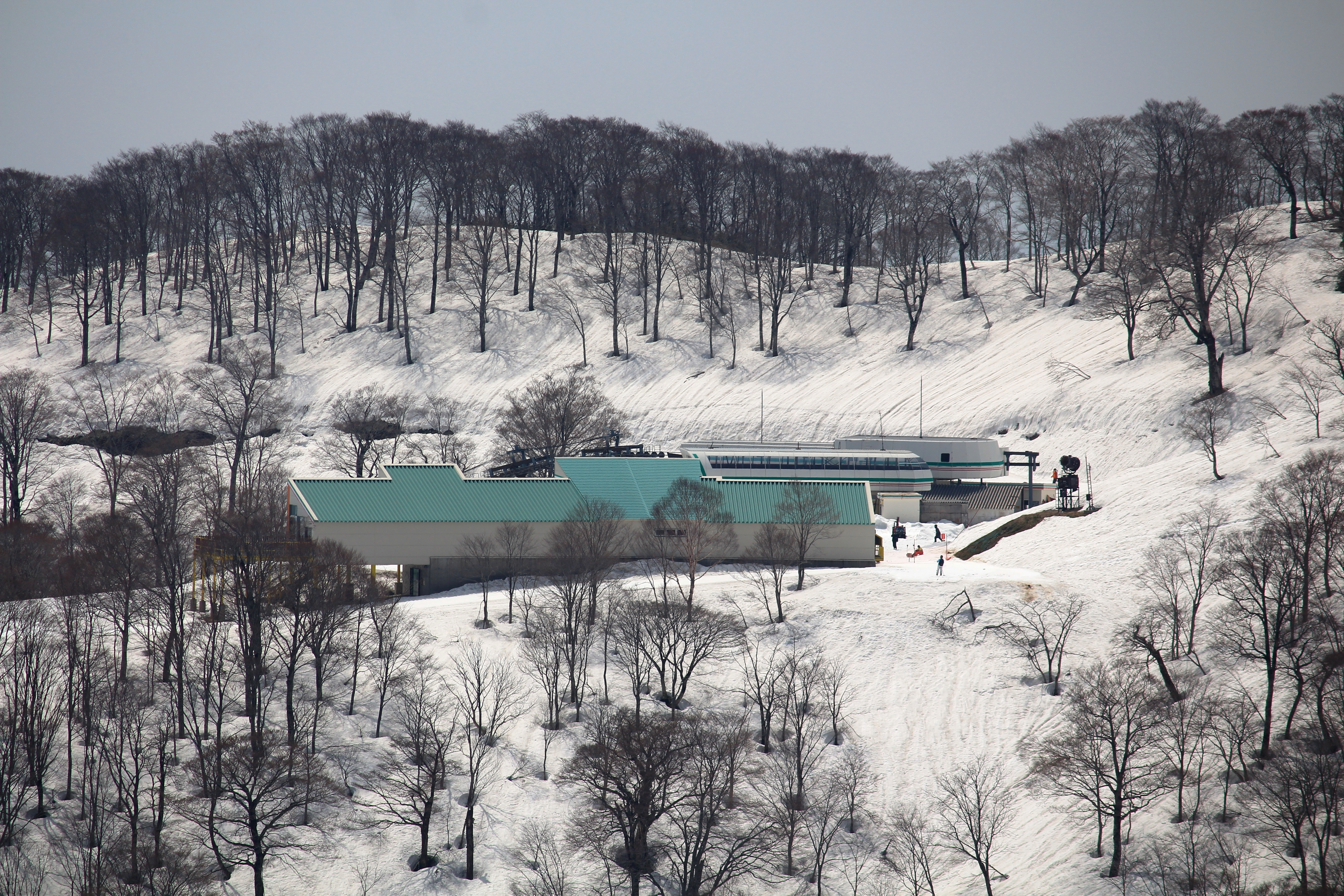
ゴンドラ山頂駅と山頂カフェ「TAKASU TERRACE」

## アクセス
- 東海北陸自動車道
  - 高鷲ICより約10分（北陸方面から北陸自動車道・能越自動車道小矢部砺波JCT経由での最寄り）
  - ひるがの高原スマートICより約15分（東海3県・関西方面から名神高速道路一宮JCT経由での最寄り）